# Hélène Major
Pour les articles homonymes, voir Major (homonymie).
 (novembre 2015).
Si vous disposez d'ouvrages ou d'articles de référence ou si vous connaissez des sites web de qualité traitant du thème abordé ici, merci de compléter l'article en donnant les références utiles à sa vérifiabilité et en les liant à la section « Notes et références ».
Hélène Major est une actrice québécoise. Elle est connue pour son rôle de Mme Leclerc dans l'émission Une grenade avec ça ? diffusé sur VRAK.TV.

## Biographie
Diplômée de l’École nationale de théâtre du Canada en 1987, elle suit également des cours de chant, ce qui lui permet de jouer dans de nombreuses comédies musicales dont Grease en 1999, Les Parapluies de Cherbourg en 2001, et la version musicale de la pièce Les Belles-sœurs de Michel Tremblay en 2010.
On la voit également à la télévision dans les émissions pour jeunes Ayoye! et Une grenade avec ça?  En 2002, elle est mise en nomination au gala des prix Gémeaux dans la catégorie meilleur rôle de soutien: jeunesse pour «Ayoye!».

## Filmographie

### Cinéma
- 2008 : Cruising Bar 2 : Paulette
- 2012 : Secret de banlieue : professeure
- 2019 : Fabuleuses de Mélanie Charbonneau : Céline, la mère de Laurie

### Télévision
- 2001 : Ayoye! : Luce Lalumière
- 2002 - 2005 : Une grenade avec ça? : Madame Leclerc
- 2005 - 2008 : Le négociateur : Mylène Miljours
- 2015 - 2016 : Madame Lebrun : Élisabeth Lebrun
- 2016 : Au secours de Béatrice : Pauline
- 2018 : District 31 : Me Johanne Moreau
- 2019 - : Madame Lebrun : Élisabeth Lebrun

## Théâtre
- 1999 : Grease : Me Johanne Moreau
- 2001 : Les Parapluies de Cherbourg : Me Johanne Moreau
- 2010 : Les Belles-sœurs[1]